# Boisson spiritueuse

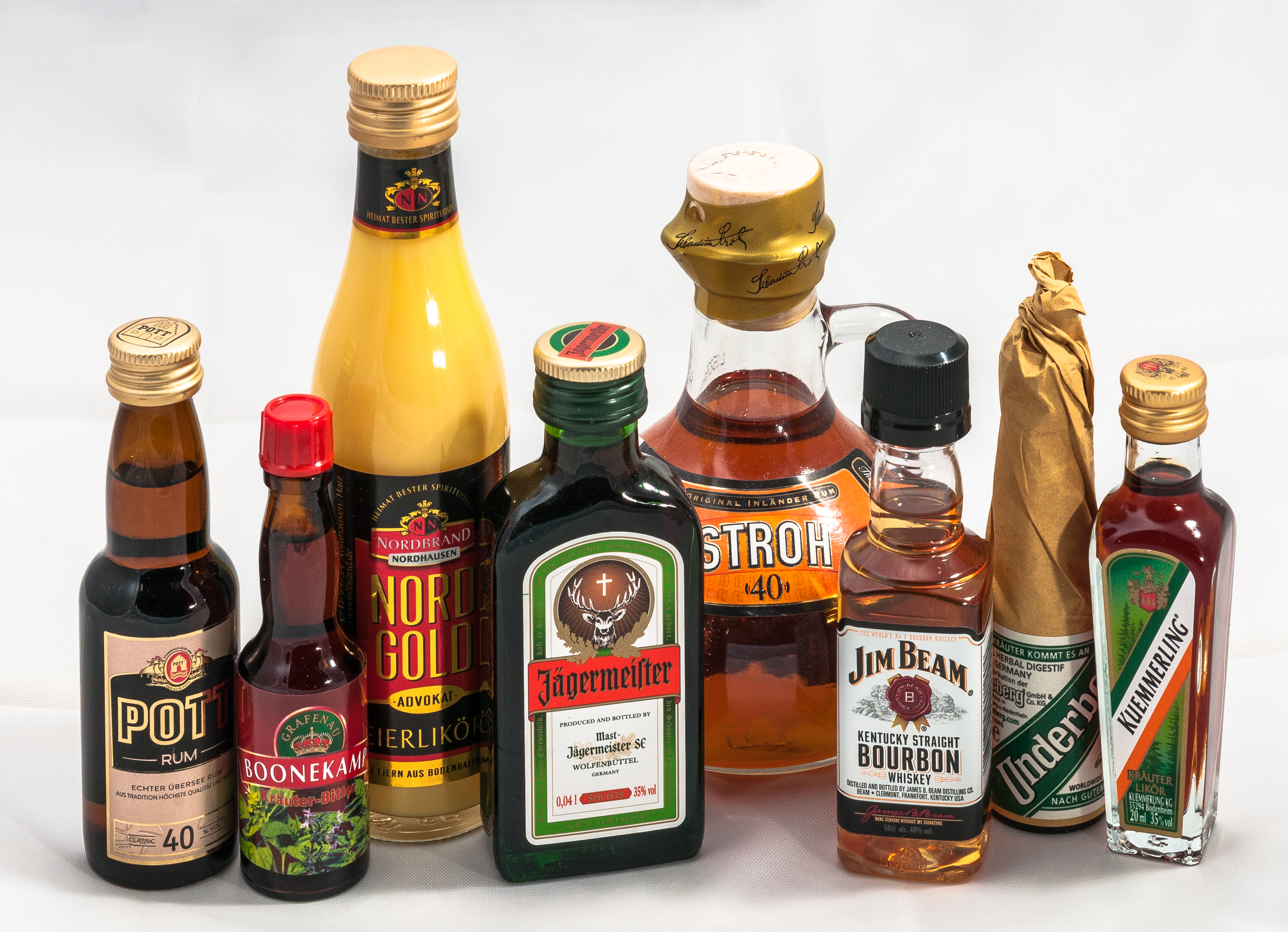
Des mignonnettes de boissons spiritueuses.

Une boisson spiritueuse ou un spiritueux (également « alcool fort »), est une boisson alcoolisée obtenue par distillation de produits ayant subi une fermentation alcoolique. La distillation peut être précédée et/ou suivie de différents traitements visant à modifier et/ou améliorer le goût et/ou l'aspect du produit. C'est l'étape de distillation qui distingue les spiritueux des boissons alcoolisées produites uniquement par fermentation (bière, vin, cidre, etc.).
Les boissons spiritueuses peuvent être réparties en deux grandes familles : 
- les boissons spiritueuses « simples » (armagnac, cognac, schnaps, vodka, rhum, whisky, tequila, etc.), couramment appelées eaux-de-vie, dont le goût et l'aspect proviennent majoritairement directement des matières premières fermentées et, pour les eaux-de-vie auxquelles cela s'applique, du processus de vieillissement.
- les boissons spiritueuses « composées » (gin, liqueurs, pastis, etc.) dont le goût et l'aspect proviennent au moins autant de substances aromatisantes, édulcorantes et/ou colorantes, naturelles ou non, que des matières premières fermentées elles-mêmes.

Certaines boissons spiritueuses sont vieillies en fût ou en foudre, puis peuvent être ensuite conservées en dame-jeanne.
Elles se consomment seules ou en mélange (cocktails).

## Définitions commerciales

### Union européenne
Conformément au règlement (UE) 2019/787 du Parlement européen et du Conseil du 17 avril 2019, on entend par boisson spiritueuse une boisson alcoolisée qui a été produite :
- soit directement en utilisant, individuellement ou conjointement, une des méthodes suivantes :

1. distillation, en présence ou non d'arômes ou d'aliments aromatisants, de produits fermentés ;
2. macération ou traitement similaire de matériels végétaux dans de l'alcool éthylique d'origine agricole, des distillats d'origine agricole ou des boissons spiritueuses ou dans une combinaison de ceux-ci ;
3. ajout, individuellement ou conjointement, à de l'alcool éthylique d'origine agricole, à des distillats d'origine agricole ou à des boissons spiritueuse, d'arômes, de colorants, d'autres ingrédients autorisés, de produits édulcorants, d'autres produits agricoles, de denrées alimentaires ;

- soit par ajout, individuellement ou conjointement, à une boisson spiritueuse :

1. d'autres boissons spiritueuses ;
2. d'alcool éthylique d'origine agricole ;
3. de distillats d'origine agricole ;
4. d'autres denrées alimentaires.

Une boisson spiritueuse doit avoir un titre alcoométrique volumique minimal de 15 % (à l'exception de l'advocaat qui peut titrer 14% vol),.

#### Alcool éthylique d'origine agricole
L'alcool éthylique d'origine agricole utilisé dans la fabrication de certaines boisson spiritueuses est le liquide satisfaisant aux exigences suivantes :
- Obtention par fermentation alcoolique puis distillation des seuls produits agricoles énumérés à l’annexe 1 du traité ;
- Aucun goût détectable autre que celui de la matière première utilisée dans sa production ;
- Titre alcoométrique volumique minimal : 96 % ;
- Teneurs maximales en éléments résiduels, en grammes par hectolitre d'alcool à 100 % vol. :
  - acétate d'éthyle (esters) : 1,3 ;
  - acétaldéhyde (somme de l’éthanal et du 1,1-diéthoxéthane) : 0,5 ;
  - alcools supérieurs (somme de : propanol-1-ol, butan-1-ol, butan-2-ol, 2-méthylpropan-1-ol, 2-méthylbutan-1-ol et 3-méthylbutan-1-ol) : 0,5 ;
  - méthanol : 30 ;
  - furfural : 0,5.

#### Distillat d'origine agricole
Le distillat d'origine agricole est le liquide alcoolique obtenu par distillation, après fermentation alcoolique, de produits agricoles qui ne présente pas les caractères de l'alcool éthylique et qui a conservé l'arôme et le goût des matières premières utilisées.

#### Catégories
La réglementation européenne définit 44 catégories commerciales de boissons spiritueuses.
Certaines boissons spiritueuses peuvent correspondre à plusieurs catégories. Ce sont des spécificités de fabrication propres à chaque catégorie qui les différencient (un produit de la catégorie London gin doit répondre à des exigences de fabrication plus spécifiques qu'un produit faisant partie de la catégorie gin).
Les boissons spiritueuses qui ne sont pas produites sur le territoire européen, comme la tequila ou le baijiu, ne sont pas reprises dans les 44 catégories.
1. Rhum
2. Whisk(e)y
3. Boisson spiritueuse de céréales ou eau-de-vie de céréales
4. Eau-de-vie de vin
5. Brandy ou Weinbrand
6. Eau-de-vie de marc de raisin ou marc
7. Eau-de-vie de marc de fruit
8. Eau-de-vie de raisin sec ou raisin brandy
9. Eau-de-vie de fruit, baie ou légume
10. Eau-de-vie de cidre, eau-de-vie de poiré et eau-de-vie de cidre et de poiré
11. Eau-de-vie de miel
12. Hefebrand ou eau-de-vie de lie
13. Eau-de-vie de bière
14. Topinambur ou eau-de-vie de topinambour
15. Vodka
16. Eau-de-vie (complétée par le nom du fruit, des baies ou des noix) obtenue par macération et distillation
17. Geist (complété par le nom du fruit ou de la matière première utilisée)
18. Gentiane
19. Boisson spiritueuse aromatisée aux baies de genévrier
20. Gin
21. Gin distillé
22. London gin
23. Boisson spiritueuse au carvi ou Kümmel
24. Akvavit ou aquavit
25. Boisson spiritueuse anisée
26. Pastis
27. Pastis de Marseille
28. Anis ou janeževec
29. Anis distillé
30. Boisson spiritueuse au goût amer ou bitter
31. Vodka aromatisée
32. Boisson spiritueuse aromatisée à la prunelle ou pacharán
33. Liqueur
34. Crème de (complétée par le nom d'un fruit ou d'une autre matière première utilisée)
35. Sloe gin
36. Sambucca
37. Maraschino, marrasquino ou maraskino
38. Nocino ou orehovec
39. Liqueur à base d'œufs ou advocaat, avocat ou advokat
40. Liqueur aux œufs
41. Mistrà
42. Väkevä glögi ou spritglögg
43. Berenburg ou Beerenburg
44. Nectar de miel ou d'hydromel

## Origines
La production de boissons spiritueuses remonte au Moyen Âge, avec la mise au point de l’alambic par les alchimistes arabes et l’apparition, au Xe siècle, des premières eaux-de-vie issues de la distillation du vin. Leur usage était avant tout médical : les savants prêtaient alors aux aqua vitae des vertus thérapeutiques.
En France, la plus ancienne eau-de-vie est l’Armagnac, dont les premières preuves d’existence remontent à des écrits datant du XIVe siècle.
Le terme spiritueux, dérivé du latin spiritus, désigne le produit de la distillation qui, à l'origine, était perçu comme l'âme de la boisson alcoolisée. De cette « essence spirituelle » proviendraient les vertus supposées de l'eau-de-vie.

## Les différentes boissons spiritueuses

### Boissons spiritueuses simples
- Les eaux-de-vie de cidre et/ou de poiré (calvados, lambig...).
- Les eaux-de-vie de fruits (kirsch, slivovitz, boukha, williamine...), de baies, de racines (gentiane), de noix, de légumes ou de miel.
- Les esprits ou geists simples
- Les eaux-de-vie de vin (cognac, armagnac, pisco…) ou de marc (grappa, marc, tsípouro...).
- Le rhum (eau-de-vie de canne à sucre).
- La vodka (eau-de-vie de pomme de terre et/ou de céréales ou d'autres produits d'origine agricole).
- Le whisky (eau-de-vie de céréales maltées ou non).
- La tequila (eau-de-vie d'agave bleu).
- Le baijiu (eau-de-vie de céréales, principalement de sorgho et de riz)
- etc.

### Boissons spiritueuses composées
- Les amers (bitters) ou amari (Picon, Campari, Cynar...).
- Les anisés (pastis, pontarlier, anisette, ouzo, rakı, absinthe...).
- Les boissons aromatisées aux baies de genévrier (gin, genièvre…).
- Les boissons aromatisées au carvi (kümmel, aquavit...).
- Les esprits ou geists composés
- Les liqueurs et les crèmes.
- etc.

## Fabrication

### Distillation
La distillation est un procédé qui consiste, à partir d’un liquide alcoolisé, à séparer l’alcool des autres composants : eau et substances plus volatiles indésirables (méthanol, esters).
Cette opération est rendue possible par la différence de température d’évaporation entre l’eau (100 °C à pression atmosphérique normale) et l’alcool (78,3 °C). À température intermédiaire, celui-ci s’évapore puis se condense pour former un distillat liquide, base de la boisson spiritueuse. Une partie des éléments présents dans le mélange original, notamment les composés aromatiques, participent de ce même processus pour donner son caractère gustatif au produit final.

### Macération
Dans ce cadre, la macération consiste à laisser macérer un certain temps une substance (plante, fruit…) dans de l'alcool neutre ou dans une autre boisson spiritueuse, pour en extraire les principes actifs ou l'en imprégner.
Par extension, la macération désigne le liquide dans lequel la substance a macéré et qui contient ses principes et son essence.

### Infusion
L’infusion consiste à extraire les principes actifs ou les arômes d’un végétal par dissolution dans un liquide (eau, alcool, huile) initialement bouillant amené à refroidissement. L’infusion diffère ainsi de la macération qui s’opère dans un liquide froid.

## Réglementation

### France
En France, les débits de boissons qui proposent des boissons alcoolisées doivent posséder une licence.
Il existe différents types de licences, selon le pourcentage d'alcool des boissons proposées :
- Boissons sans alcool : vente libre. Il n'y a pas besoin de licence (anciennement Licence I ou petite licence).
- Boissons en dessous de 18 % d'alcool : Licence III
- Boissons de plus de 18 % d'alcool : Licence IV

Certaines boissons spiritueuses (comme certains apéritifs et certaines liqueurs ou crèmes) sont donc autorisées à la vente sous licence III.

## Santé
L'Institut national de prévention et d'éducation pour la santé (INPES) rappelle que les verres standards de bière (25 cl à 5°), de vin (10 cl à 12°) ou encore de whisky (3 cl à 40°), contiennent tous la même quantité d'alcool, à savoir 10 grammes d'alcool pur par verre standard.

## Économie

### France
Les intérêts de la filière sont défendus par l'organisation interprofessionnelle, la Fédération française des spiritueux. Selon elle, la consommation de boissons spiritueuses en France atteignait 371 millions de litres en 2008. Le whisky représentait 37,8 % des ventes et les anisés 29,7 %, soit à eux seuls plus des deux tiers de la consommation totale de spiritueux. En 2013, la consommation de 350 millions de litres montre l'évolution de la consommation avec une tendance à la baisse et une répartition différente : 38,4 % pour le whisky, 26,6 % pour les anisés, 8 % pour le rhum (rhum blanc : 5,8 % ; rhum ambré 2,2 %), 7,6 % pour la vodka.
L'interprofession affirme également que le secteur a exporté environ 381 millions de litres en 2009, pour un chiffre d’affaires de 2,25 milliards d’euros. Le secteur des vins et spiritueux représente le 3e contributeur net à la balance commerciale de la France. En 2013, il a exporté 426 millions de litres et réalisé un C.A. de 4,4 milliards d’euros. Le spirotourisme génère près de 1 million de visiteurs annuels sur plus d’une centaine de sites de production de spiritueux. La somme des emplois agricoles, de l’industrie, du commerce et de la distribution porte à plus de 100 000 le nombre de personnes dont l’activité est directement ou indirectement liée à la production des boissons spiritueuses,.
La fédération française des spiritueux déclare à la Haute Autorité pour la transparence de la vie publique exercer des activités de lobbying en France pour un montant qui n'excède pas 200 000 euros sur l'année 2018.